# تیم دوچرخه‌سواری سائکو
تیم دوچرخه‌سواری سائکو (ایتالیایی: Saeco) یک تیم دوچرخه‌سواری در کشور ایتالیا بوده‌است.
این تیم در سال ۱۹۹۶ تأسیس و در سال ۲۰۰۵ منحل شده‌است.

## افتخارات
- قهرمان بخش تیمی جیرو دیتالیا ۲۰۰۴
- قهرمان بخش تیمی امتیازی جیرو دیتالیا ۱۹۹۷